# Bitwa o Mindanao
Bitwa o Mindanao – bitwa stoczona w dniach 10 marca – 15 sierpnia 1945 r. przez siły Stanów Zjednoczonych i filipińskich partyzantów przeciwko wojskom japońskim na wyspie Mindanao. Była to część drugiej kampanii filipińskiej podczas II wojny światowej. Bitwę tę stoczono, aby dokończyć proces wyzwalania Filipin, odzyskując najbardziej wysunięte na południe części archipelagu.

## Tło sytuacyjne
Bitwa o Mindanao stanowiła największe wyzwanie dla sił alianckich w kampanii filipińskiej, z trzech powodów: trudnych warunków terenowych i pogodowych; umocnionej japońskiej obrony; a także siły i stanu sił nieprzyjaciela, które obejmowały większą część nierozbitych jeszcze  japońskich wojsk na Filipinach.
Podobnie jak większość wysp filipińskich i innych podobnych miejsc na Pacyfiku, gdzie działała armia amerykańska, warunki geograficzne Mindanao, drugiej co do wielkości wyspy na Filipinach, nie były zachęcające dla żołnierzy, którzy mieli tam walczyć. Wyspa dysponowała długim i nieregularnym wybrzeżem, a topografię charakteryzowano jako nierówną i górzystą. Lasy deszczowe i liczne rzeki pełne krokodyli pokrywały większość terenu, resztę zajmowały jeziora, bagna i łąki. Te obszary trawiaste, wraz z gęstymi gajami drzew abacá, źródłem włókna konopnego, tworzą najgorsze przeszkody, ograniczając widoczność i osłabiając morale żołnierzy.
Istnienie zaledwie kilku dróg na Mindanao dodatkowo komplikowało problemy komunikacyjne. Szumnie nazwana autostrada nr 1 przecinała południową część wyspy, od południowej części miasta Parang w Zatoce Illana na zachodzie do miasta Digos w Zatoce Davao na wschodzie, a następnie na północ do Davao. Druga, autostrada Sayre, główna droga północ-południe, zaczynała się w Kabacan, w połowie drogi między Zatoką Illana a Zatoką Davao, a następnie biegła na północ przez góry Bukidnon i Zatoki Macajalar (u wybrzeży prowincji Misamis Oriental) na północnym wybrzeżu.
Najsilniejsza z japońskich linii obrony koncentrowała się wokół obszaru Zatoki Davao, która została intensywnie zaminowana w celu przeciwdziałania desantowi morskiemu, oraz w mieście Davao, największym i najważniejszym mieście na wyspie. Baterie artyleryjskie i przeciwlotnicze w dużej ilości tworzyły pierścień obrony wybrzeża. Wierząc, że Amerykanie zaatakują z Zatoki Davao, a także przewidując, że ostatecznie obrońcy zostaną wypędzeni z miasta, Japończycy przygotowali również bunkry obronne w głębi lądu za granicami Davao, gdzie mogliby się wycofać i przegrupować, z zamiarem przedłużenia kampanii tak długo, jak to możliwe.

### Operacja Victor V
10 marca 1945 r. amerykańska 8 Armia pod dowództwem gen. Roberta Eichelbergera została formalnie przeznaczona przez gen. Douglasa MacArthura, aby oczyścić resztę Mindanao wraz z rozpoczęciem operacji Victor V, z założeniem, że kampania potrwa cztery miesiące. Eichelberger miał wątpliwości co do planowanego harmonogramu. Jego personel 8 Armii opracował bardziej skuteczny plan.
Zamiast spodziewanego ataku frontalnego na japońskie umocnienia, plan przewidywał zabezpieczenie przyczółka w zatoce Illana na niebronionym zachodzie wyspy, a następnie przebycia ponad 160 km na wschód przez dżunglę i góry, aby zaatakować Japończyków z tyłu. Eichelberger uznał, że cel, który wymagał efektu zaskoczenia oraz szybkiego i agresywnego posuwania się naprzód przez siły inwazyjne, może zdominować Japończyków zarówno fizycznie, jak i psychicznie. Kluczem do sukcesu była wydajność awangardy sił desantowych i zdolność jednostek do utrzymania stałego tempa ataku, wyprzedzając japońskie przeciwdziałania i zrealizowanie głównych celów przed rozpoczęciem pory deszczowej, co utrudniłoby ruchy wojsk.
Operacje naziemne zostały przydzielone X Korpusowi pod dowództwem gen. Franklina Siberta z 24 Dywizją Piechoty gen. Roscoe Woodruffa i 31 Dywizją Piechoty gen. Clarence'a Martina jako głównymi jednostkami bojowymi. Amfibijna Grupa Zadaniowa 78.2 (Task Group 78.2), pod dowództwem kontradm. Alberta Noble'a, miała za zadanie przenieść kwaterę główną 24 Dywizji i X Korpusu na plaże desantowe w pobliżu Malabang do 17 kwietnia, aby zabezpieczyć lotniska. Pięć dni później 31 Dywizja miała być w Parang, 32 km na południe, w pobliżu autostrady nr 1, trasy do Davao.

## Bitwa

### Zdobycie Zamboanga i Sulu
Tego samego dnia, w którym siłom Eichelbergera nakazano dokonac inwazji na Mindanao, reszta oddziałów 41 Dywizji Piechoty gen. Jensa Doe'a przeprowadziły Operację Victor IV, zajęcie Zamboanga, dużego półwyspu rozciągającego na południowym zachodzie wyspy, równolegle z odzyskaniem Palawan w ramach operacji Victor III. Duża siła, licząca około 8900 żołnierzy japońskiej 54 Niezależnej Brygady Mieszanej gen. Tokichi Hojo, stworzyła silne pozycje obronne wokół miasta Zamboanga na południowym krańcu półwyspu.
Powolna budowa lotniska w Palawan stanowiła problem dla taktycznego wsparcia powietrznego wspomagającego operację Victor III. Po zajęciu prowizorycznego lądowiska w Dipolog, około 233 km na północny wschód od miasta Zamboanga, Amerykanie szybko wykorzystali tę okazję, przenosząc dwie wzmocnione kompanie z 21 Pułku Piechoty 24 Dywizji, aby zapewnić kontrolę nad lądowiskiem. Wkrótce potem, Morska Grupa Lotnicza Zamboanga pod dowództwem płk. Claytonem Jerome przeniosła się tam ze swoimi maszynami z poprzedniego lądowiska, aby zatuszować przygotowania do ostrzału z morza i wysadzenia desantu w pobliżu miasta Zamboanga.
Po zbombardowaniu lądowisk przez 13 Armię Powietrzną i trzydniowym bombardowaniu przez United States Navy, 162 i 163 Pułk Piechoty wylądowały 4,8 km na zachód od miasta Zamboanga w San Mateo. Japoński opór był minimalny, a oddziały 41 Dywizji szybko zdobyły miasto, które zostało kompletnie zniszczone przez alianckie bombardowania. Następnego dnia, 11 marca, Amerykanie napotkali silny opór, gdy zaatakowali japońskie pozycje na wzgórzach z widokiem na równinę przybrzeżną. Przez dwa tygodnie amerykańska piechota, wspomagana przez lotnictwo morskie i ostrzał artylerii okrętowej, walczyła z Japończykami na froncie o długości 8 km, w terenie tak trudnym, że nie można było użyć czołgów, na pozycjach silnie umocnionych głębokimi ziemnymi stanowiskami, drutem kolczastym, polami minowymi i minami-pułapkami.
23 marca, po ciężkich walkach, środek japońskiej linii obronnej ostatecznie się załamał, a w ciągu następnych trzech dni 162 Pułk Piechoty kontynuował eliminację oporu w sektorze centralnym. 186 Pułk Piechoty został zastąpiony przez 163 Pułk, który kontynuował atak. 54 Niezależna Brygada Mieszana została zmuszona do wycofania się tydzień później przez półwysep do dżungli, nękana przez ataki partyzantów. Finalnie operacja oczyszczającą w tym rejonie kosztowała śmierć 220 Amerykanów, w porównaniu z 6400 zabitymi Japończykami.
Oprócz operacji Victor III mniejsze jednostki 41 Dywizji zaatakowały archipelag Sulu, długi łuk wysp rozciągający się od Półwyspu Zamboanga do północnego Borneo. Z marszu zdobyto Basilan, Malamaui, Tawi-Tawi, Sanga Sanga i Bangao. 15 kwietnia napotkano silny opór w mieście Jolo. Opierając swoją obronę wokół góry Daho, około 3750 japońskich żołnierzy powstrzymało 163 Pułk Piechoty, wspierany przez filipińskich partyzantów. Do 22 kwietnia alianci zajęli tę pozycję po ciężkich walkach, a reszta japońskich żołnierzy uciekła i utrzymywała się na zachodzie przez kolejne dwa miesiące. 163 Pułk Piechoty stracił 35 zabitych i 125 rannych do połowy czerwca 1945 r., a około 2 tys. Japończyków zginęło.

### Oblężenie Malabang
Gdy Grupa Zadaniowa 78.2 kontradm. Noble'a ruszyła w kierunku Zatoki Illana, aby przygotować desant w Parang, płk Wendell Fertig, dowódca sił partyzanckich na Mindanao, wysłał wiadomość, że jego partyzanci kontrolują Malabang i jego lądowisko. Od 5 kwietnia Morska Grupa Lotnicza Zamboanga stopniowo przenosiła się z Dipologu na lądowisko w Malabang, a dosponując informacjami od partyzantów, zbombardowała pozycje japońskie. Do 11 kwietnia pozostałe japońskie siły uciekły w kierunku Parang, a alianci opanowali Malabang. Sibert, Woodruff i Noble zdali sobie sprawę, że mieli okazję przyspieszyć początkową penetrację środkowego Mindanao i szybko zmienili plany wykorzystania nowych sukcesów bojowych. 24 Dywizja miała zejść na brzeg w Parang, znacznie bliżej autostrady nr 1, przyspieszając tym samym operację.

### Uderzenie w stronę centrum Mindanao
Podczas gdy desant w Parang odbył się 17 kwietnia, a 24 Dywizja szybko przemieszczała się w głąb lądu, planiści 8 Armii poprawnie założyli, że Japończycy mogą zniszczyć mosty wzdłuż autostrady nr 1 i zdecydowali się użyć 533 Pułku Inżynierów i 3 Specjalnej Brygady Inżynierskiej, aby wykorzystać rzekę Mindanao. Ta droga wodna biegła mniej więcej równolegle do autostrady nr 1 i była żeglowna na odcinku 56 km. Mała flotylla łodzi motorowych pod dowództwem ppłk Roberto Amputsa popłynęła w górę rzeki i zajęła Kabacan oraz skrzyżowanie autostrady nr 1 i autostrady Sayre 22 kwietnia. Zaskoczyło to pobliskie japońskie garnizony, które uciekły na północ i zachód. Rzeka Mindanao stała się główną linią zaopatrzenia, ponieważ wojska i racje żywnościowe zostały wypchnięte daleko w górę rzeki.
22 kwietnia 31 Dywizja zeszła na brzeg, a dwa dni później Morska Grupa Lotnicza Zamboanga przybyła do Malabang, aby zapewnić wsparcie powietrzne dla operacji naziemnych na Mindanao. Mając obie dywizje na lądzie przed terminem, gen. Sibert nakazał 24 kwietnia kontynuację natarcia wzdłuż autostrady nr 1 do Digos, a następnie zajęcie miasta Davao. 31 Dywizja miała pójść na Kabacan, a następnie zaatakować na północ od autostrady Sayre do Zatoki Macajalar.
Taktycznie Japończycy popełnili błąd, pozwalając Amerykanom tak łatwo przejąć kluczowe skrzyżowanie w Kabacanie; japońska 30 i 100 Dywizja Piechoty zostały rozdzielone przez amerykańskie natarcie, pozwalając X Korpusowi nabrać rozpędu i ostatecznie doprowadzić do ich zniszczenia. Ten japoński błąd był bezpośrednim wynikiem zaskoczenia osiągniętego przez decyzję Eichelbergera o wylądowaniu w zatoce Illana.
Ponieważ 24 Dywizja gen. Woodruffa poruszała się tak szybko, Amerykanie byli prawie nad Japończykami wokół Davao, zanim gen. Morozumi dowiedział się zbyt późno, że zachodni desant w rzeczywistości nie był dywersją. Po dotarciu do Digos 27 kwietnia Amerykanie szybko przytłoczyli broniących się Japończyków, którzy byli przygotowani tylko do odparcia ataku z morza, a nie zna ich tyłach. 24 Dywizja natychmiast skręciła na północ i skierowała się w stronę Davao.

### Walki w mieście Davao
3 maja 1945 r. awangarda 24 Dywizji Piechoty wkroczyła do miasta Davao, napotykając mniejszy opór niż się spodziewano. Japończycy zadowolili się zniszczeniem miasta najlepiej, jak potrafili, zanim wycofali się w głąb lądu. Po 15 dniach, pomimo silnego upału, wilgotności i ciągłego deszczu, cała dywizja pokonała 185 km i zajęła ostatnie główne miasto Filipin znajdujące się pod japońską okupacją.
Na lotnisku Libby'ego położonym w wiosce Mintal, ok. 8 km na zachód od miasta Davao, 21 Pułk Piechoty został zaatakowany z trzech stron przez przeważającego liczebnie wroga. Indywidualne akty heroizmu często wyznaczały różnicę pomiędzy zwycięstwem i porażką w desperackich walkach. 14 maja szer. James Diamond z kompanii D został śmiertelnie ranny, gdy prowadził patrol w celu ewakuacji rannych, gdy został zaatakowany przez liczniejsze siły przeciwnika. Podbiegł do wroga, złapał opuszczony karabin maszynowy i osłaniał odwrót swoich kolegów. Choć chwilę później został zabity przez grad pocisków, jego poświęcenie umożliwiło patrolowi osiągnięcie bezpiecznej pozycji. Został za to pośmiertnie odznaczony Medalem Honoru.
Do 17 maja, wyczerpana i wykrwawiona, 24 Dywizja wznowiła ofensywę, tym razem z 19 Pułkiem Piechoty na czele, który wspierany przez partyzantów Fertiga atakował japońskie wschodnie flanki przed zajęciem wiosek Tacunan, Ula, Matina Biao, Magtuod i Mandug w dniu 29 maja. Japońska 100 Dywizja Piechoty upadła i wycofała się. Wkrótce jednak walki przerodziły się w pościg i szereg operacji oczyszczających przeciwko ominiętym japońskim kotłom, które pochłonęły życie dowódcy 19 Pułku, płk. Thomasa „Jocka” Clifforda Jr..
Walki na obrzeżach miasta Davao kosztowały 24 Dywizję Piechoty ok. 350 zabitych i 1615 rannych, podczas gdy japońska 100 Dywizja poniosła ok. 4500 ofiar.

### Koniec japońskiego oporu
Tymczasem 31 Dywizja Piechoty ruszyła naprzód autostradą nr 1 do miasta Kibawe, oddalonego ok. 64 km, wraz ze 124 Pułkiem Piechoty płk. Edwarda M. Cullena w punkcie, kiedy 27 kwietnia zaczęły się pierwsze deszcze monsunowe, powodując spustoszenie. Wbiegając na pozycje japońskiego batalionu spieszącego na południe, ppłk Robert M. Fowler, dowódca 2. batalionu z dołączoną baterią B 149 Pułku Artylerii Polowej zaatakował Japończyków bardzo potrzebnym wtedy ostrzałem artyleryjskim, zabijając co najmniej 50 żołnierzy wroga, a resztę zmuszając do ucieczki.
3 maja 31 Dywizja dotarła do Kibawe, napotykając wzmacniający się japoński opór. Miasto prowadziło do rzekomego japońskiego szlaku zaopatrzeniowego, który skręcał na południe, aż docierał do nadmorskiej wioski Talomo w pobliżu miasta Davao. Zdradziecki teren okazał się równie niebezpieczny dla obu stron, gdy żołnierze zmagali się w bitwie o szlak Talomo 11 maja. Szlak utrzymywało około tysiąca Japończyków, ale najgroźniejszymi przeciwnikami były lasy deszczowe, ulewne deszcze i fatalne warunki drogowe na szlaku. Zrzut zaopatrzenia z powietrza dla izolowanych jednostek piechoty był powszechną praktyką, ponieważ szlak stał się nieprzejezdny dla pojazdów silnikowych. Do 30 czerwca 167 Pułkowi Piechoty udało się przemieścić zaledwie 8 km poza rzekę Pulangi, nawet przy pomocy filipińskich partyzantów. Stracił przy tym 80 zabitych i 180 rannych, podczas gdy Japończycy ponieśli straty w wysokości ok. 400 osób.
6 maja 124 Pułk Piechoty kontynuował natarcie w górę autostrady Sayre, kiedy rozpoznania szlaku Talomo nie było jeszcze w pełni ukończone i tym samym przystąpił do najcięższej walki w czasie bitwy o Mindanao. Japoński batalion, któremu gen. Morozumi nakazał opóźnienie marszu 124 Pułku w Maramag około 48 km na południe, aby umożliwić przegrupowanie całej 30 Dywizji, wykonał swoje zadanie z taką zaciekłością, że 124 Pułkowi dotarcie do Maramag zajęło aż sześć dni. Miejsce bitwy od Talomo do Maramag zostało później przemianowane przez żołnierzy na Las Colgana (ang. Colgan Woods) na cześć kpt. Thomasa Colgana, kapelana armii amerykańskiej, który zginął podczas jednej z wielu prób pomocy rannym żołnierzom na linii ognia. Bitwa ta była jedną z wielu niezwykle zaciętych walk wojny na Pacyfiku, która nigdy nie znalazła się na nagłówkach gazet.
Prowadząc ogień z okopanych pozycji połączonych tunelami i praktycznie niewidoczne, zakamuflowane bunkry, broniący się Japończycy woleli zginąć w walce, niż wycofać się. Szturmy Banzai uderzyły w pozycje 124 Pułku Piechoty, walczącego teraz bez wsparcia artylerii, najpierw 7 maja, a następnie w nocy 14 maja. Ta ostatnia szarża zakończyła się masakrą, gdy amerykańska broń maszynowa zabiła wszystkich atakujących 73 Japończyków, co oznaczało koniec bitwy. W walce o Las Colgana i Maramag 124 Pułk Piechoty stracił 60 zabitych i 120 rannych od 6 do 12 maja.
Końcowe etapy bitwy o Mindanao wyznaczyło także zajęcie miasta Malaybalay 21 maja przez 155 Pułk Piechoty płk. Monaksa Mungkamara oraz przejęcie kontroli nad autostradą Sayre w wykonaniu 108 Pułku Piechoty płk. Maurice'a Stratta po zaciętej walce z Japończykami. Japońska 30 Dywizja Piechoty gen. Morozumi kontynuowała odwrót w dolinie Agusan, po okrutnym spotkaniu ze ścigającą ją amerykańską 31 Dywizją Piechoty 5 czerwca, po czym ostatecznie Japończycy dotarli do dżungli. W południowej części Mindanao, mniejsze jednostki X Korpusu zajęły Sarangani i wyspy Balut, położone na południowym krańcu Mindanao, a 12 lipca 1. batalion, 21 Pułku Piechoty 24 Dywizji przybył na północno-zachodni brzeg Zatoki Sarangani, aby wzmocnić patrol rozpoznawczy, który zlokalizował tam silny oddział nieprzyjaciela i kontynuował pościg za Japończykami przez dżunglę. Siły japońskie wycofały się do Kalaja Karst w prowincji Buayan (obecnie General Santos), gdzie po raz ostatni wystąpiły przeciwko mieszanym siłom amerykańskim i filipińskim, które działały na tym obszarze. Operacje w tym rejonie trwały do połowy sierpnia, kiedy amerykańskie samoloty silnie zbombardowały ten obszar, powodując duże straty w szeregach japońskich. Japończycy, którzy przeżyli naloty, uciekli do lasu, ale byli ścigani przez żołnierzy amerykańskich. Japoński opór na Mindanao zakończył się wraz z generalną kapitulacją Japonii.

## Następstwa
Gdy jeszcze trwały operacje małych jednostek amerykańskich i filipińskich partyzantów, gen. Eichelberger ogłosił koniec zorganizowanego japońskiego oporu. Na całej wyspie Mindanao kotły, w których zamknięto japońskich żołnierzy, chronione przez nieprzebytą dżunglę, przetrwały do końca wojny, kiedy około 22 250 żołnierzy i 11 900 cywilów wyszło z ukrycia, aby się poddać. Oznaczało to całkowite wyzwolenie Filipin. Około 12 865 japońskich żołnierzy zostało zabitych w bitwie o Mindanao, a kolejnych 8 235 uległo głodowi i chorobom. Amerykanie stracili tylko 820 zabitych i 2880 rannych podczas całej bitwy.
Relatywnie niski koszt zdobycia Mindanao wynikał, oprócz dobrego dowodzenia i planowania po stronie amerykańskiej, także ze zwiększonej pomocy filipińskich partyzantów, która pod względem wojskowym stanowiła cenny „multiplikator siły” dla jednostek 8 Armii. Jeszcze przed lądowaniem partyzanci nękali japońskie jednostki, dostarczali cennych informacji wywiadowczych na temat siły i lokalizacji pozycji wroga oraz względnej przydatności plaż do lądowania. Po każdym desancie Filipińczycy walczyli u boku Amerykanów i ścigali Japończyków wewnątrz wyspy.